# Saint-Jacques (Québec)
Saint-Jacques è un comune del Canada, situato nella provincia del Québec, nella regione di Lanaudière.